# Реорус Торкіллус
Реорус Торкіллус (швед. Reorus Torkillus; 1608—1643) — священик Церкви Швеції, перший священник колонії Нова Швеція в Північній Америці та перший лютеранський священик на території сучасних США.

## Біографія
Торкіллус народився 1608 року в поселенні Мельндаль, поблизу Гетеборга, на південному заході Швеції. Навчався на священника в Лідчепінгу і Скарі. Після закінчення навчання служив капеланом і викладачем в університеті прикладних мистецтв в Гетеборзі.
Торкіллус відплив з другою експедицією шведських поселенців до Нової Швеції, на борту вітрильника Кальмар Нюкель. 17 квітня 1640 року він прибув до поселення Форт-Крістіна, що знаходився біля сучасного Вілмінгтона, штат Делавер. Спочатку Торкіллус служив церковні служби у блокгаузі Форт-Крістіни. Планування та будівництво першої церкви у Новій Швеції, ймовірно, почалося під час його служіння. Торкіллус помер у Форт-Крістіні 1643 року. На посаді пастора його замінив Йон Кампаніус.

## Інші джерела
- Gilbert, W. Kent (1988). Immigration and Americanizaton. Commitment to Unity: A History of the Lutheran Church in America. Philadelphia: Fortress Press. ISBN 0-8006-0891-7.
- Gross, Ernie (1990). This Day in Religion. New York: Neil-Schuman Publishers. ISBN 1-55570-045-4.
- Henderson, John R. (5 вересня 2007). A History of the Kalmar Nyckel and a New Look at New Sweden. Ithaca College website. Ithaca, NY: Ithaca College. Архів оригіналу за 6 липня 2008. Процитовано 9 листопада 2008.
- Wentz, Abdel Ross (1955). New Sweden. A Basic History of Lutheranism in America. Philadelphia: Muhlenberg Press.

| Швеція | Це незавершена стаття про особу Швеції. Ви можете допомогти проєкту, виправивши або дописавши її. |